# Anolis allisoni
Espèce
Statut de conservation UICN

 LC  : Préoccupation mineure
Anolis allisoni est une espèce de sauriens de la famille des Dactyloidae.

## Répartition
Cette espèce se rencontre à Cuba, aux Islas de la Bahía au Honduras, au Belize et au Quintana Roo au Mexique. Elle a également été introduite en Floride.

## Description
Les mâles mesurent jusqu'à 75 mm et les femelles jusqu'à 63 mm. C'est une espèce ovipare.

## Étymologie
Cette espèce est nommée en l'honneur du financier Allison Vincent Armour.

## Publication originale
- Barbour, 1928 : Reptiles from the Bay Islands. Proceedings of the New England Zoölogical Club, vol. 10, p. 55-61.